# Vita revolutionen

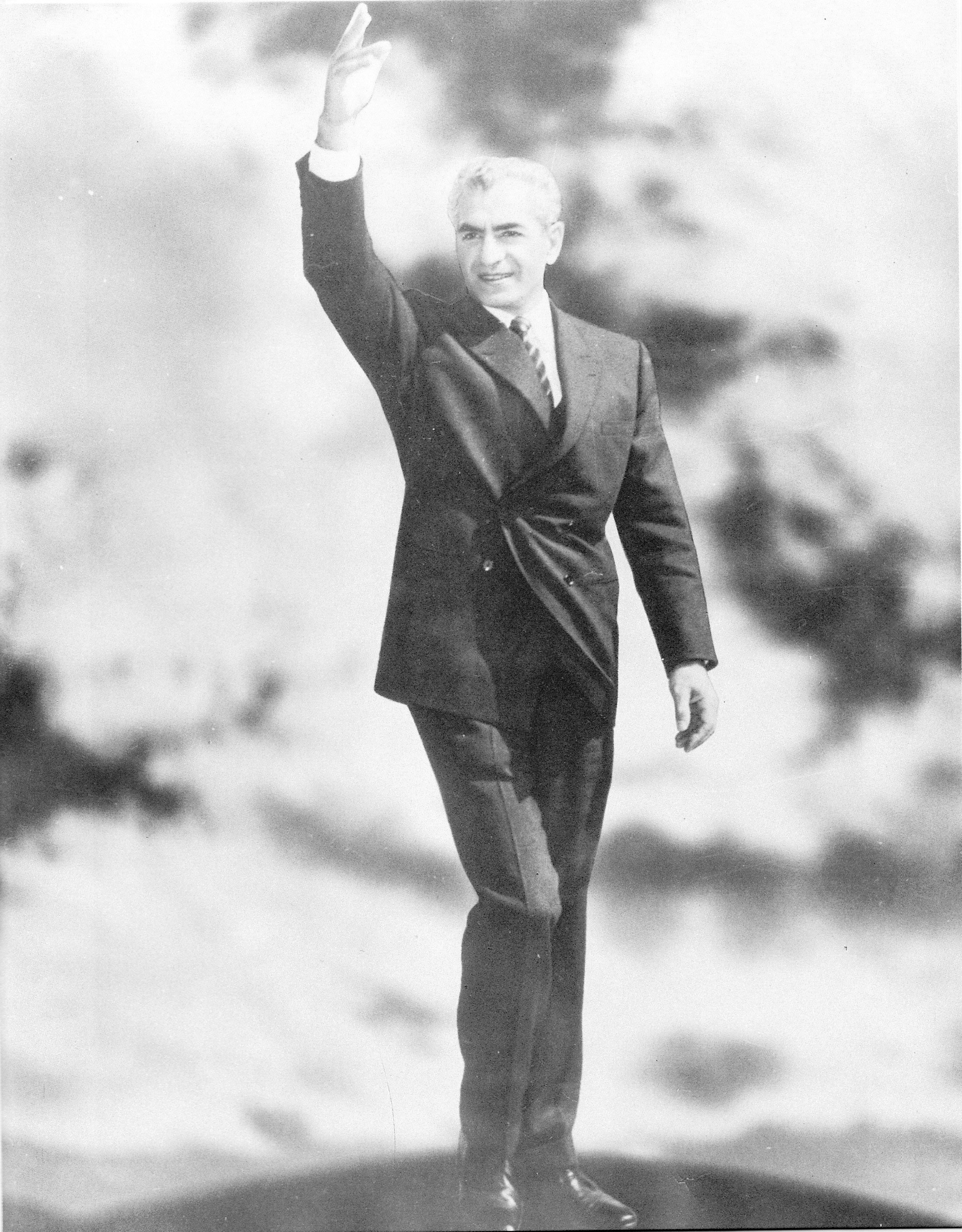
Shah Mohammad Reza Pahlavi, 1963.

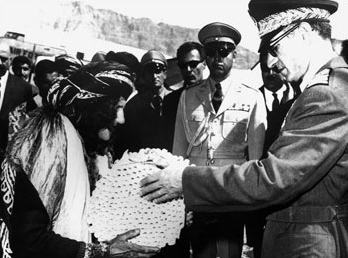
Mohammad Reza Pahlavi då han delar ut urkunder för jordreform.

Vita revolutionen (persiska: انقلاب سفید Enqelāb-e Sefid) var ursprungligen ett 6-punkters omfattande reformprogram som lades fram av Shah Mohammed Reza Pahlavi och Ali Amini inför böndernas nationalkongress i Teheran. Den 26 januari 1963 antogs reformprogrammet i en folkomröstning.  Det skulle modernisera Iran och förbättra den sociala situationen i landet. Ett av syftena var  att avskaffa feodalismen. Vidare gjordes enorma ansträngningar för att råda bot på analfabetismen som sjönk kraftigt. Kvinnors situation förbättrades också och de kunde även ställa upp till valet i nationalförsamlingen, Shoraye Melli.

## Bakgrund

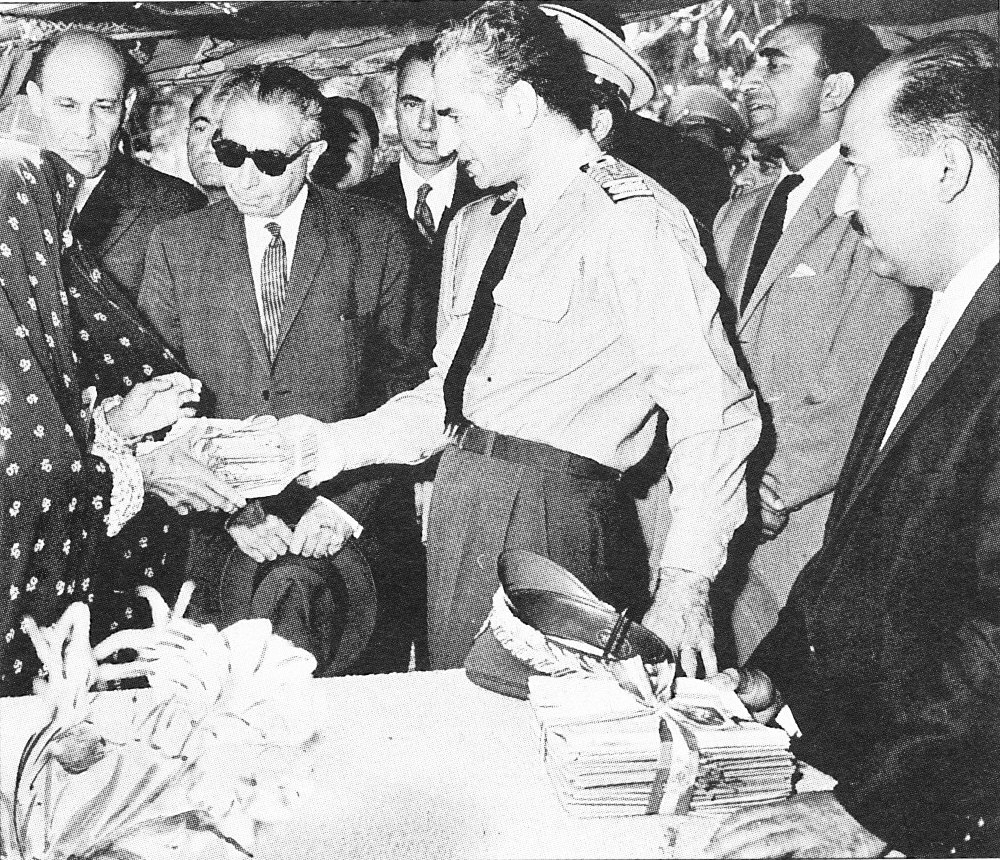
Shah Mohammad Reza Pahlavi, premiärminister Ali Amini och jordbruksminister Arsanjani delar ut urkunder för jordreformen. Kermānschāh, 1961.

Redan 1943 hade Shah Mohammad Reza Pahlavi formulerat fem grundläggande sociala rättigheter för alla iranier under sitt nyårstal: rätten till ett tillräckligt minimum av mat, kläder, bostäder, utbildning och hälsovård.
Hur som helst måste en mans inkomster vara tillräckliga för att säkra de saker som krävs för honom och hans familj. Om detta inte är fallet, måste regeringen eller välgörenhetsorganisationerna, eller båda, gå in och hjälpa honom.
1961 arbetade 75% av Irans befolkning inom jordbruk. En reform för att förbättra den ekonomiska situationen för den iranska befolkningen måste inledas inom jordbrukssektorn. En speciell uppgift var genomförandet av en jordreform som var avsedd att fundamentalt förändra ägarstrukturen för jordbruksmark.
Det första steget i jordreformen, en omfördelning av mark från stora markägare till mindre jordbruksarbetare, hade inletts i slutet av 1950-talet. Shahen gav över 500 000 hektar mark till cirka 30 000 hemlösa familjer. Före jordreformen ägdes 70% av åkermarken av ett litet skikt av stora markägare eller religiösa stiftelser. Det fanns inget officiellt landregister än. Snarare dokumenterades markägande med hjälp av titelakt, varvid dokumentet inte representerade ett specifikt, uppmätt markområde, utan en specifik by och det land som tillhör byn. Före jordreformen var 50% av Irans jordbruksmark i händerna på stora markägare, 20% tillhörde välgörenhets- eller religiösa stiftelser, 10% ägdes av staten eller ägdes av kronan och endast 20% tillhörde fria jordbrukare. Innan jordreformen inleddes hade 18 000 byar registrerats, vars land skulle delas upp bland bönderna som bodde i byn.
Shahen hade talat om behovet av jordreform i många år, men det muslimska religiösa ledarskapets motstånd hade flera gånger lett till att han skjutit upp reformen. I slutet av  av premiärministern Manouchehr Eghbals regeringstid hade  den dåvarande jordbruksministern  Jamshid Amouzegar i parlamentet lagt fram en proposition om jordreform, som dock var så urvattnad av företrädarna för de stora jordägarna att den trots att den antogs i parlamentet den  6 juni 1960 inte ledde  till en grundläggande omfördelning av markägande i Iran.
Den 11 november 1961 gav Shahen premiärminister Ali Amini i uppdrag att förbereda förslag för genomförande av det planerade reformprogrammet. Den 14 november 1961 förklarade Amini att shahen hade gett honom särskilda befogenheter för att genomföra reformprogrammet.  Parlamentsledamöterna från Nationella Fronten kritiserade Amini massivt, så Amini arresterade slutligen ledarna för reformkritikerna. I januari 1962 ledde han sin jordbruksminister Hassan Arsanjani att se över jordreformslagen från 1960. Från och med nu fick de stora markägarna bara äga en by. De var tvungna att sälja resten av sin mark till staten, som i sin tur skulle sälja den till de marklösa jordbrukarna till ett betydligt lägre pris. Staten beviljade också jordbrukare billiga lån när de bildade jordbrukskooperativ. På grund av de pågående protesterna mot reformprogrammet och på grund av ett växande budgetunderskott avgick premiärminister Amini den 18 juli 1962. Amini ville få bort budgetunderskottet genom att minska vapenutgifterna, men detta var inte politiskt genomförbart.
Med den vita revolutionen ville Mohammad Reza Shah främja Irans ekonomiska och sociala reform i ett samordnat reformprojekt. Efter Aminis avgång fick premiärminister Asadollah Alams kabinett uppdraget att lagställa reformerna. I januari 1963 antogs en ändring av jordreformslagen som utarbetades av jordbruksminister Arsanjani, som slutligen skulle avskaffa Irans feodala system, som fortfarande fanns under Qajar-perioden. Kritiker av jordreformen från stora markägares läger anklagade Arsanjani för att reformlagstiftningen skulle bryta mot konstitutionen, islamlagarna och landets befintliga lagar.

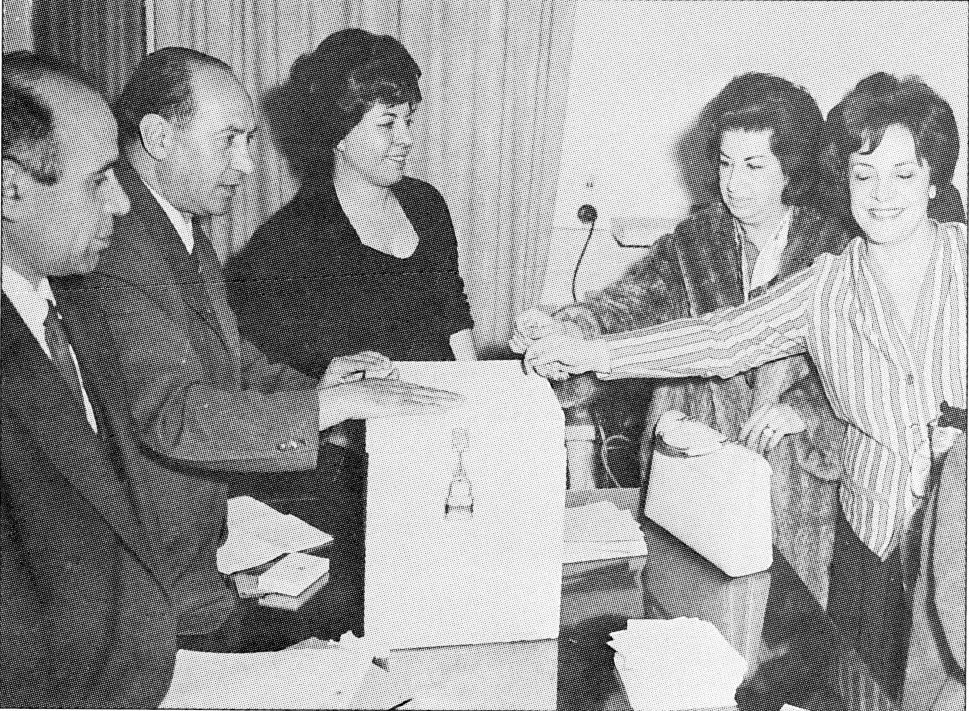
Kvinnor går för första gången till val, 1963.

Det blev tydligt att programmet för den vita revolutionen, och särskilt jordreformen, stötte på de stora markägarnas och det muslimska religiösa ledarskapets motstånd och att det endast kunde verkställas om det stöds av den stora majoriteten av Irans befolkning. Därför planerade Shahen en folkomröstning där iranska medborgare skulle rösta om de skulle godkänna eller avvisa reformplanerna. Ruhollah Khomeini, ayatolla och  rik markägare, uttalade sig mot folkomröstningen den 26 januari 1963. Han pekade ut den som ett anti-Gud-projekt och uppmanade alla troende att inte rösta. Under folkomröstningen röstade 5.598.711 iranier för och 4 115 motsatte sig. Grand Ayatollah Hossein Borujerdi hade också uttalat sig mot reformprogrammet, men hans död i mars 1961 ogiltiggjorde den anti-vita revolutionens fatwa.
Mohammad Reza Shah sade före folkomröstningen:
”Då jag har beslutat att hänvisa dessa reformer till en folkomröstning beror det på att jag vill förhindra att våra bönder blir livegna, att vårt lands naturresurser endast gynnar några få, och att vikten av de revolutionära förändringar som nu görs inte mer ska få försämras eller förstöras genom anstiftan från en minoritet."
En annan viktig punkt i reformerna var förstärkning av kvinnors rättigheter. Innan folkomröstningen diskuterades om kvinnlig rösträtt och om kvinnor borde få delta i omröstningen. För att inte äventyra folkomröstningens laglighet blev man överens om att kvinnor skulle avge sina röster i urna separat från mäns röster, att kvinnors röster bör räknas separat men inte läggas till det rättsligt bindande omröstningsresultatet.
Den 27 februari 1963 antog Shah ett dekret som beviljade iranska kvinnor allmän rösträtt.

## Innehåll och målsättning

### 6-punktsprogrammet
De ursprungliga 6 punkterna i den vita revolutionen inkluderade:
1. Avskaffande av det feodala systemet och distribution av åkermark från stora markägare till jordbrukare
2. Nationalisering av alla skogar och betesmarker
3. Privatisering av statliga industriföretag för att finansiera kompensationsutbetalningar till stora markägare
4. Vinstdelning för arbetare och anställda i företag
5. Allmän aktiv och passiv rösträtt för kvinnor
6. Bekämpa analfabetism genom att bygga ett hjälplärarkorps ( Army of Knowledge)

De mest kontroversiella frågorna i detta reformprogram var jordreformen och mer makt för kvinnor. På båda områdena motsatte sig Mohammad Reza Shahs idéer för reformer de idéer det muslimska religiösa ledarskapet hade. I sin opposition till jordreformer fann det religiösa ledarskapet starka allierade bland de stora markägarna. Alliansen mot att stärka kvinnors rättigheter definierades mindre tydligt. I gengäld fanns det stora delar av befolkningen som inte ville ge upp sina konservativa idéer om kvinnornas roll i äktenskapet och samhället. Det muslimska religiösa ledarskapet var de konservativas språkrör och köpmännen i basarerna finansierade det religiösa ledarskapets kampanj mot alla förändringar.

### Kunskapsarmén (Sepah-e Danesch)

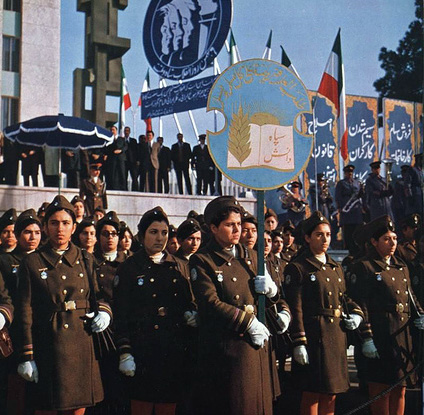
Kunskapsarmén under en parad i Teheran, 1965.

I oktober 1963 antogs en lag av parlamentet som gav mandat för utbildningsministeriet och försvarsdepartementet att utbilda värnpliktiga som tog examen från gymnasiet för att vara hjälplärare  i kunskapsarmén (Sepah-e Danesch), för att  avhjälpa akut lärarbrist i byarna. Unga tjänstemän, både unga män och unga kvinnor, kunde registrera sig för denna alternativa tjänst efter att ha avslutat sin grundläggande utbildning och skickades sedan till lämpliga byskolor efter fyra månaders vidareutbildning. Den som hade börjat studera innan han slutförde sin militärtjänst kunde slutföra studierna och var sedan skyldig att göra sin militärtjänst med kunskapsarmén.
Utvecklingen av kunskapsarmén har varit en framgång. Från grundandet av kunskapsarmén till dess upplösning efter den islamiska revolutionen undervisades mer än 2,2 miljoner pojkar och flickor och mer än 1 miljon vuxna av nästan 200 000 unga män och kvinnor. Andelen analfabetism för vuxna i byarna var 95% i början av programmet, eftersom många som kunde läsa och skriva misslyckades med att visa ett vanligt intyg från skolan. Tio år efter att programmet startade var antalet analfabeter i byarna under 80%. Endast de som kunde bevisa sin utbildning och sina kvalifikationer registrerades som kapabla att läsa och skriva. 1969 undervisades 293 000 studenter i byar i Iran i 74141 skolor som nyligen byggdes som en del av läskunnighetsprogrammet; 1976 fanns det redan 656 000 elever i 14 732 nya skolor. I en Unesco-studie som publicerades 1973 beskrevs kunskapens armé som "betydande". Som ett resultat av denna framgång utvidgades idén att involvera unga värnpliktiga i att bygga landet och planer för att inrätta en hälsoarmé utarbetades.
År 1972 tilldelades kunskapsarmén Unesco K. Kruskaya Education Award för sitt framgångsrika arbete. 1968 deltog 493 247 elever i lektioner. 1969 fanns det redan 861 657. Under denna period, utöver de 8 873 "lärare i uniform" från "Kunskapsarmén", arbetade ytterligare 23 866 frivilliga som lärare i 161 institutioner som organiserade lokala utbildningskampanjer. Det faktum att värnpliktiga kunde göra sin militärtjänst som lärare erkändes särskilt av Unesco.
Å andra sidan svarar programkritikerna, som har visat sig alltmer offentligt sedan Islamiska republiken inrättades, att det hade berövat landsbygdsinflytandet från imamerna som tidigare lärt barnen enligt traditionella idéer. De mest unga och oerfarna värnpliktiga som kom från städerna kunde oftast inte skapa en relation med landsbygdsinvånarna: de talade ofta olika språk, möttes av motstånd från familjer och imamer och skickades oftast ofrivilligt till landsbygden för att undervisa. Med tanke på verkligheten i byarna radikaliserades några av de värnpliktiga. Effekten av kunskapsarmén på analfabetism på landsbygden var enligt programkritikerna minimal.

### Hälsoarmén (Sepah-e Behdascht)
Den 9 februari 1964 antog parlamentet Health Army Building Law. Hälsaarmén syftade till att förbättra vården på landsbygden. Läkare som var värnpliktiga, tandläkare, veterinärer och de som hade utbildats i hälso- och sjukvård kunde tjänstgöra i hälsoarmén istället för att göra militärtjänst. Armén erbjöd volontärutbildning som läkare. De som hade avslutat militärtjänst i vårdarmén fick förmånsarbete i det statliga hälsosystemet.

### Armén för återuppbyggnad och utsmyckning (Sepah-e Tarvidsch va Abadani)

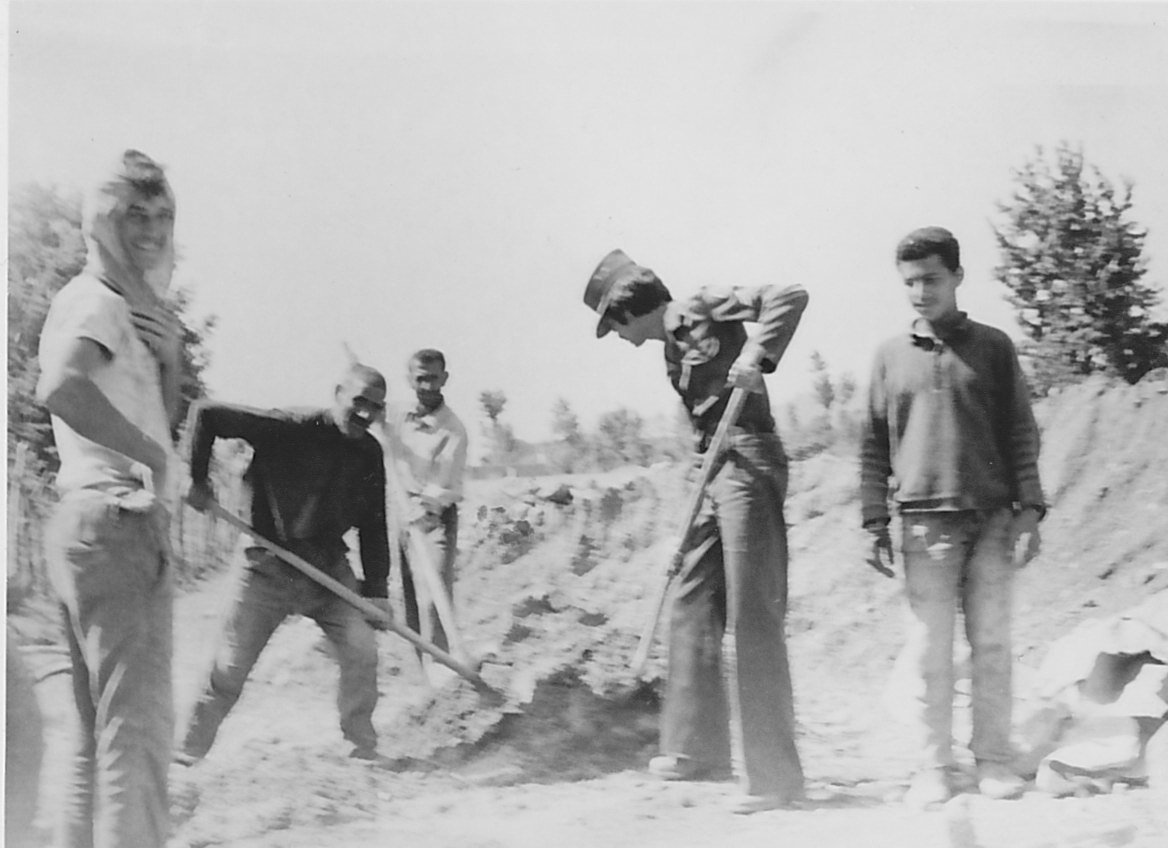
En soldat i Armén för återuppbyggnad under byggnadsarbeten för en skola.

Den tredje "armén" i den vita revolutionen var armén för återuppbyggnad och utsmyckning (Sepah-e Tarvisch va Abadani), som inrättades genom lag som antogs den 10 januari 1965. Värnpliktarna utbildades och distribuerades i samarbete mellan försvarsministeriet och jordbruksministeriet och bostadsministeriet. Ursprungligen var det avsett att användas inom modernisering av jordbruk och byggande av skolor, offentliga bad etc. för att förbättra livskvaliteten i byarna. Studenter inom jordbruk och djuruppfödning var tvungna att göra sin militärtjänst i denna armé för att informera jordbrukare och jordbrukare om moderna metoder för jordbruk och djuruppfödning.]

### Jordreformen
Som en del av markreformen blev cirka 2 miljoner jordbrukare markägare för första gången. En bonde från en by nära Shiraz beskriver effekterna av reformprogrammet på följande sätt: "Naturligtvis har mitt liv förbättrats. För tio år sedan kunde varken jag eller min fru läsa och skriva. Våra barn gick inte i skolan. De arbetade med oss på åkrar som tillhörde en främling. Om jag hade tur hade jag en femtedel av skörden. Skörden var ofta dålig. Idag är landet vårt. Vi har maskiner för arbete. Alla mina barn gick i skolan. Mina äldsta dotter gifte sig med en ingenjör från staden. Min fru och jag väljer vårt byråd. Vi kan läsa och skriva för att en ung man från kunskapsarmén lärde oss. "
Kritiker klagade över att 65% av jordbrukarna fick mindre än 5 hektar mark; 1,1 miljoner förblev helt marklösa eller levde nomadiskt. Mekaniseringen som drevs samtidigt ledde till att arbetslösa jordbruksarbetare strömmade in i städerna; intern migration steg till cirka 8%, stadsbefolkningen till 46% av den totala befolkningen. Jordbruksproduktionen sjönk under tiden eftersom de fasta maximipriserna för jordbruksprodukter inte gav något incitament att öka produktionen, eftersom billig import gjorde inhemsk jordbruksproduktion oekonomisk och eftersom beprövade traditionella metoder övergavs.

## Reaktioner
Storayatollan Hossein Borujerdi ansågs vara kvietist vilket dock inte hindrade honom från att utöva sitt inflytande i vissa politiska frågor. Mot kvinnors emancipation och jordreformerna utfärdade han en fatwa mot Shahens reformer den 16 maj 1960. Av respekt för Borudjerdi implementerade Shahen bara sitt reformprogram efter att Borujerdi dog och efter en serie eftergifter till det muslimska religiösa ledarskapet gjorts. Exempelvis utvidgades islamundervisningen i skolorna, underhållningsevenemang på offentliga platser och i offentliga anläggningar förbjöds under religiösa helgdagar, Shahens skyldighet att stå upp för schiitisk islam förnyades, statligt stöd för byggandet av moskéer ökades och antalet pilgrimer, som kunde resa till Mecka med stöd av offentliga medel ökades.
Trots det överväldigande godkännandet av iranierna i folkomröstningen den 26 januari 1963 fortsatte vissa imamer att avvisa den vita revolutionen. Ruhollah Khomeini var den starkaste motståndaren till de sökta reformerna. Den 3 juni 1963, under Ashura- firandet, attackerade Khomeini personligen Shahen i ett tal vid Qoms Faizieh-skola och höll ett tal mot vår tids tyrann:
```
 "Denna regering är riktad mot islam. Israel motsätter sig Koranens lagar i Iran. Israel är emot de upplysta muslimska religiösa ledarskapet... Israel använder sina agenter i detta land för att eliminera motståndet mot Israel ... Koranen, imamerna... Åh Herr Shah, oh sublima Shah, jag ger dig det goda råd att ge efter och (frångå dessa reformer). Jag vill inte se folket dansa glada samma dag som du lämnar landet på kommando av dina herrar, precis som alla jublade när din far lämnade landet en gång.”
[
27
]
```

Efter detta tal greps Khomeini den 5 juni 1963 (15:e khordad). Han borde behöva lämna landet och inte Mohammad Reza Shah, som Khomeini hade förutsett om han inte stoppade sitt reformprogram.

### Protester och demonstrationer

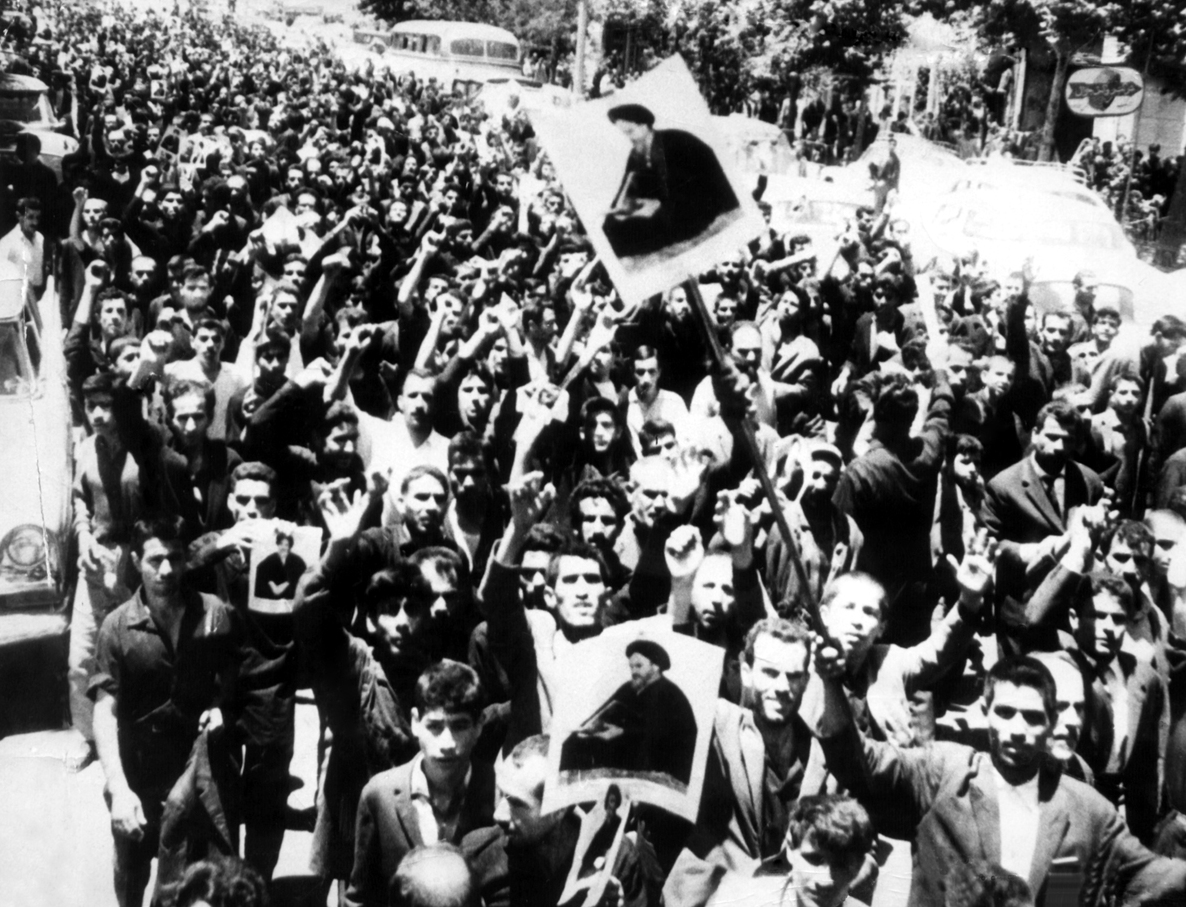
Protester mot den vita revolutionen.

Khomeinis tal mot reformerna i den vita revolutionen åtföljdes av våldsamma demonstrationer i Qom, Shiraz, Mashad och senare Teheran. Den 5 juni 1963 vandrade mer än 10 000 demonstranter på Teherans gator för att protestera mot Khomeinis gripande. Premiärminister Alam uppmanade armén att få hjälp efter att ha lämnat regeringsbyggnaden med ett pansarfordon. För första gången efter andra världskriget var Teheran i nödsituation. Trupper marscherade på gatorna och demonstranter sköts. Tusentals skadades. Premiärminister Alam satte antalet dödsfall till 20. Khomeini och hans följare talade om 15 000 döda demonstranter, för Khomeini tydliga bevis på Shahens ”brott mot det iranska folket”. Efter en utredning av Emad al-Din Baghi i slutet av 1990-talet, som han baserade på data från den iranska "Martyrs Foundation ” (Bonyade Schahid) dödades 32 demonstranter i de våldsamma upploppen i Teheran den 5 juni 1963. Motståndet mot Mohammad Reza Shah under khomeini hade bildats. Ledande politiker i Islamiska republiken Iran upplyser idag att upproret i juni 1963 mot Alams valreform var tiden för den islamiska revolutionens födelse.
Trots betydande motstånd från det muslimska religiösa ledarskapets implementerade Shahen sina reformplaner, som  1963 stöddes av majoriteten av befolkningen. Premiärminister Alam var den första som betalade det politiska priset för de planerade reformerna: efter det våldsamma trycket av protesterna mot reformerna förseglades hans politiska öde som premiärminister. Alam avgick den 7 mars 1964.

### Mordet på premiärminister Mansur
Efter premiärminister Alams avgång följde Hassan Ali Mansur. Medan Alam bara tvingades avgå från reformens motståndare betalade premiärminister Mansour för sitt engagemang för reformerna med sitt liv. Den 22 januari 1965, några dagar före andra årsdagen av den vita revolutionen, stannade Mansur-bilen cirka klockan 10 framför parlamentsbyggnaden. Mansur ville hålla sitt första tal om nationens tillstånd till parlamentet. Mansur kom ut ur bilen och Mohammad Bokharaii, en medlem av Fedayan-e eslam, gick ut ur mängden av väntande åskådare till Mansour och sköt tre gånger. Mansur sattes tillbaka i bilen och kördes till sjukhuset, där han dog efter fem dagar.

### Amir Abbas Hoveyda blir premiärminister
Mohammad Reza Shah ville inte avskräckas från sin reformplan genom ett mordförsök på premiärministern. Amir Abbas Hoveyda utsågs till ny  premiärminister.  Hoveyda skulle förbli premiärminister under de kommande 13 åren och den vita revolutionen skulle i slutändan leda till dess ekonomiska framgång.
Efter Grand Ayatollah Borujerdis död och Khomeinis utvisning delades det muslimska religiösa ledarskapet i sin inställning till reformprogrammet. Grand Ayatollah Mohammad Kazem Shariatmadari, som upprätthöll förbindelserna med  Nationella Fronten, talade inte i princip mot reformer så länge imamerna var involverade i reformprocessen. De flesta i det muslimska religiösa ledarskapet var emellertid särskilt mot utbyggnaden av utbildningssystemet och stärkandet av kvinnors rättigheter. Traditionalisterna trodde att utbildning och fler politiska rättigheter för kvinnor bara skulle främja prostitution.
Trots sitt motstånd ville Shah Mohammad Reza Pahlavi vinna det muslimska religiösa ledarskapet för sitt reformprogram genom att beordra byggandet av Farhabad-moskén i Doschan Tape och beställa omtrycket av en särskilt värdefull Koran, Neiziri Koranen. Han höll fram möjligheten att grunda ett islamiskt universitet i Qom eller Mashhad och betonade att hans reformprogram var baserat på islamiska principer och att han ville implementera islamiska ideal på det sätt som profeten avsåg. Shahen gav värdefulla och konstnärligt designade dörrar med guld- och silverbeslag för Shah-e TscheraqMoskén i Shiraz och från 1967 sändes sorgceremonier på statlig tv under sorgmånaden av Muharram. Efter sin kröning åkte Shahen till en pilgrimsfärd till Mashhad.

## Utvidgning av reformprogrammet
Under de följande åren utvidgades reformprogrammet för den vita revolutionen till att omfatta följande punkter:

### 1964
1. Gratis medicinsk vård
2. Grundande av kooperativ inom jordbruket
3. Inrättande av skiljedomstolar

### 1967
1. Nationalisering av floder och sjöar
2. Återuppbyggnadsprogram för städer och landsbygdsområden
3. Omorganisation av statsförvaltningen
4. Decentralisering av utbildningssystemet

### 1975
1. Ny familjerätt med omfattande jämställdhet mellan män och kvinnor, de facto avskaffande av flera äktenskap, motsvarande äktenskapsrätt för kvinnor, tvångsunderhåll för kvinnor och barn vid äktenskapsskillnad, vårdnad om gemensamma barn till änkan vid makens död
2. Anställdas deltagande i statliga och privata företag
3. Statlig prisövervakning
4. Gratis kosttillskott för gravida kvinnor och småbarn upp till 3 års ålder
5. Gratis utbildning och gratis skolmåltider för alla barn från dagis till 6:e klass (grundnivå)
6. Införande av ett rikstäckande system för socialt stöd
7. Fler västerländska filmer visas (även oklippta)

### 1977
1. Priskontroll för mark
2. Offentliggörande av inkomster från högre regeringspersoner och deras fruar och barn

## Politisk liberalisering
Med övertagandet av det amerikanska presidentämbetet av Jimmy Carter i januari 1977 och hans politiska fokus på mänskliga rättigheter förändrades också Mohammad Reza Pahlavis politiska reformprogram. De sociala reformerna som ingick i reformprogrammet i början av den vita revolutionen hade försummats jämfört med ekonomiska reformer. Detta borde nu förändras fundamentalt. När Jamshid Amouzegar tillträdde som premiärminister talades om vikten av att "liberalisera den politiska klimatet". I maj och juni 1977 hade regeringen redan uppmanat Internationella Röda Korset (ICRC) att undersöka de iranska fängelserna. Diskussioner genomfördes med högre tjänstemän från Amnesty International och FN:s rättskommission om avskaffande av tortyr och förbättringar i fängelser och om att stärka fångarnas rättsliga ställning. Politikern och journalisten Dariush Homayun, som var minister för information och turism, uttryckte saken:
| ”                 | Ingen borde vara rädd för att kritisera regeringen | „ |
| – Dariush Homayun |                                                    |   |

Demokratisering var det allmänna politiska målet. Mohammad Reza Pahlavi var övertygad om att demokrati i Iran inte bara kunde tas över från utlandet, utan att den måste utvecklas på grundval av Irans särdrag. 1978 publicerade han sina idéer om den framtida iranska demokratiska staten i boken "På väg mot den stora civilisationen".